# 岡本静香
岡本 静香（おかもと しずか、1986年2月1日 - ）は、日本のブロガー。東京都出身。

## 来歴
2005年に美容ブログ『静香のメイク日記』を始め、美容ブロガーとして活動開始。集英社PINKYのライターアシスタントを経て独立し、美容誌・ファッション誌、SNSから発信。オンライン美容メディア「biishiki」主宰。
2009年、PINKYにてコラム『静香の七転び八起き、ぴゅーてぃー道』10カ月連載、「Suono Dolce」火曜日レポーターとして、丸の内OL向けの美容番組『静香の美々っと7days』を担当。
2012年、ビーズアップ+で連載『金のコスメ銀のコスメ』開始。「日本すっぴん協会」会長就任。2017年9月まですっぴん美人図鑑のキャスティング、コンテンツの企画、PRを務める。Nikon 1 J2イメージキャラクター
2013年10月3日、自身のブログで大学時代からの知人である同い年の一般男性と入籍したことを発表。翌年4月5日、目黒区中目黒の「Q.E.D Club」で披露宴を挙げた。

## 出演

### ラジオ
- Suono Dolce（ニッポン放送が運営していたデジタルラジオサービス。2008年4月 - 2012年3月） - レギュラー[5]

### テレビ
- センニュウ★感（テレビ東京、2015年3月1日放送）[6]
- Beauty Recipe（フジテレビ、2014年11月13日放送）[7]

### 雑誌
- MAQUIA（2012年、集英社）
- MORE（2012年、集英社） - モアビューティズ
- an・an（2013年、マガジンハウス）
- VOCE（2015年、講談社）
- 美的（2015年、小学館）

### 著書
- 『鏡を見るのが楽しくなる！』（アストラ、2012年1月、ISBN 978-4-901203-48-7）
- 『ふつうに過ごすだけでキラキラ変身していく』（ダイヤモンド社、2016年1月、ISBN 978-4478068632）
- 『岡本静香のすっぴん美容』（光文社、2016年5月、ISBN 978-4334978716）
- 『自分の肌を好きになったら運命は変わる』（SBクリエイティブ、2018年2月、ISBN 978-4797394672）